# Клюшниково (Курська область)
Клюшниково (рос. Клюшниково) — присілок в Желєзногорському районі Курської області Російської Федерації.
Населення становить 30 осіб. Входить до складу муніципального утворення Нижньождановська сільрада.

## Історія
Населений пункт розташований на території українського етнічного та культурного краю Східна Слобожанщина.
Від 2004 року входить до складу муніципального утворення Нижньождановська сільрада.

## Населення
| 1862 | 1883 | 1900 | 1905 | 1979 | 2002 | 2010 |
| ---- | ---- | ---- | ---- | ---- | ---- | ---- |
| 417  | ↘405 | ↗442 | ↘407 | ↘65  | ↘27  | ↗30  |